# Губань носатий
Губань носатий (Symphodus rostratus) — вид риб родини Губаневих (Labridae), поширений у Східній Атлантиці, також у Середземному морі і в західній частині Чорного моря. Сягає максимальної довжини 13,0 см. Морська рифова риба, мешкає на глибинах 1-50 м.